# إنريك أريزاولا
إنريك أُريزاولا لاعب كرة قدم ومدرب إسباني مواليد عام 1922 وتوفي عام 2013 , لعب كلاعب وسط مع نادي رسينغ سانتاندر، وخلال عقد الخمسينيات من القرن الماضي بدأ بتدريب عدة فرق في إسبانيا أهمها نادي برشلونة وديبورتيفو لاكورونيا وأوساسونا وريال مورسيا مسيرتة التدريبية مع برشلونة كانت خلال عام 1961 ولم تدم لأكثر من عام خاض خلالها 24 مباراة تدريبية مع النادي دون ان يحقق أي نجاح يذكر.
1. ↑  مسيرة المدرب إنريك أُريزاولا مع نادي برشلونة نسخة محفوظة 30 أغسطس 2012 على موقع واي باك مشين.